# Shinsengumi

Flagge der Shinsengumi

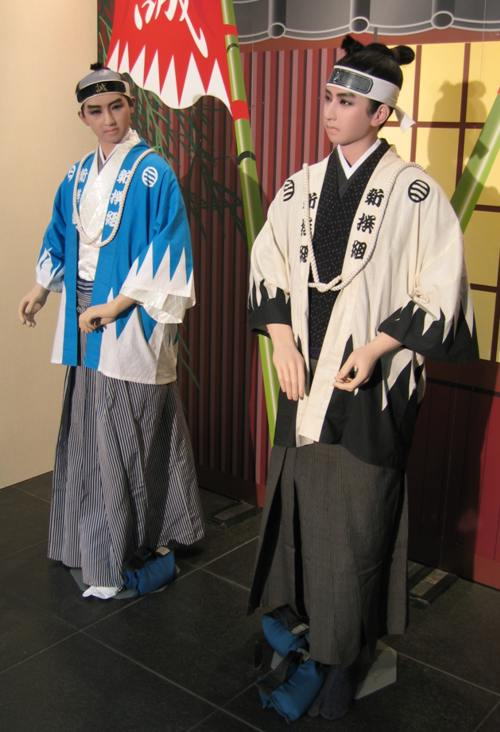
Zwei Uniformen der Shinsengumi

Die Shinsengumi (jap. 新選組, dt. „neue auserwählte Gruppe“) war eine Samurai-Schutztruppe, die in der Edo-Periode für das Shōgunat kämpfte. Es handelt sich dabei um die letzte (bekannte) Samurai-Miliz, die um 1860 in Kyōto aktiv war.
Diese Miliz wurde anfangs Mibu Rōshi(gumi) (壬生浪士(組) dt. „Rōnin(gruppe) aus Mibu“ oder kurz Mibu-rō (壬生浪)) genannt, wobei Mibu ein Stadtteil von Kyōto war, in der die Gruppe ursprünglich stationiert war. Als Spitzname wurde auch eine andere ähnliche Schreibung mit gleicher Aussprache 壬生狼 verwendet, in der Bedeutung „Wölfe von Mibu“.
Ihr Banner trug das Zeichen 誠 (makoto jap. Wahrheit).

## Die Geschichte der Shinsengumi

### Historischer Hintergrund
Die erzwungene, aber kontinuierliche Öffnung Japans in den 60er Jahren des 19. Jahrhunderts, die mit der Ankunft Matthew Perrys einsetzte, verursachte viel Kontroverse in der Bevölkerung. Daher entstanden verschiedene militärische Bewegungen, die große Unruhen im Land auslösten (siehe auch Bakumatsu). Die einen kämpften für die Öffnung Japans und die damit verbundene Machterhaltung des Tokugawa-Shōgunats. Andere machten sich zum Beispiel mit der Losung Sonnō-jōi bemerkbar und forderten, dass die Macht wieder dem Tennō, dem japanischen Kaiser, übergeben würde, und stimmten somit gegen das westliche Ausland. 
Da der Shōgun am 13. Februar 1863 das erste Mal seit 230 Jahren nach Kyōto reisen sollte, rekrutierte das Shōgunat über 200 Schwertkämpfer unter dem Motto „Loyalität und Patriotismus“. Sie sollten die Unruhen bekämpfen und hauptsächlich gegen die Samurai des Mōri-Clans aus den Lehen Chōshū (die heutige Präfektur Yamaguchi), Tosa und später gegen den verbündeten Shimazu-Klan aus Satsuma kämpfen. Doch viele der Rōnin (auch Rōshi genannt) – „herrenlose Samurai“ – waren eher dem Kaiser zugeneigt und so wurden die meisten nach Edo (heutiges Tokio) geschickt, wo sie relativ wenig Unruhe stiften konnten. Zu den in Kyōto verbliebenen gehörten die späteren Mitglieder der Shinsengumi.

### Rōshigumi

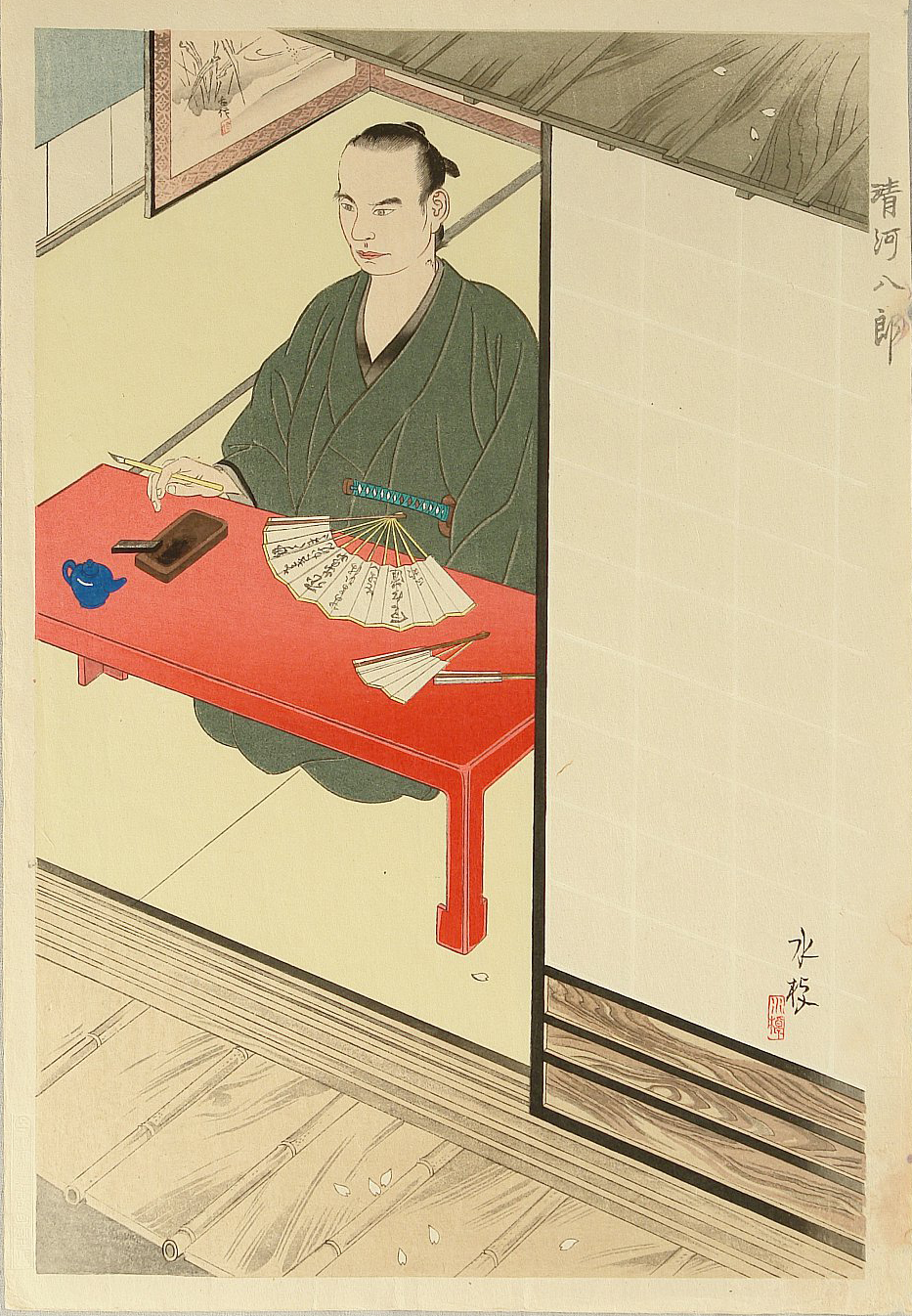
Porträt von Kiyokawa Hachirō, Gründer des Rōshigumi

Im Tama-Distrikt, einem Vorort von Edo, befand sich der Shieikan Kenjutsu-Dōjō, dessen Meister Kondō Isami die Tennen Rishin Ryū – Schwertkunst praktizierte. Zu seinen namhaften Schülern gehörten Hijikata Toshizō, Okita Sōji und Inoue Genzaburō. Unter den unregelmäßigen Besuchern fanden sich auch Yamanami Keisuke, Harada Sanosuke und Nagakura Shinpachi. 
Im Jahre 1863 beschlossen Kondō und Hijikata, nach Edo zu gehen, um sich für den Shōgun einzusetzen. Die bereits erwähnten Schüler schlossen sich ihnen an. Dort gründete Kiyokawa Hachirō im selben Jahr die Rōshigumi (浪士組), auch als Rōshitai bekannt, der sich Kondō und seine Schüler sowie Serizawa Kamo, Niimi Nishiki, Hirayama Gorō, Hirama Jūsuke und Noguchi Kengi anschlossen. Ursprünglich zählte die Rōshigumi also 13 Mitglieder. Schon sehr früh kristallisierte sich innerhalb der Gruppe diese Teilung zwischen den Männern von Serizawa und denen von Kondō heraus. 
Kiyokawa Hachirō behauptete zwar die Rōshigumi gegründet zu haben, um den Shōgun in Kyōto zu beschützen und um sich für militärische Aktionen gegen die westlichen Länder zu rüsten. In Wahrheit jedoch wollte er Leute sammeln, die für den Kaiser und nicht für die Tokugawa eintraten. 
Die nunmehr circa 234 Mitglieder verließen Edo am 26. März 1863 (am 8. Februar nach dem Mondkalender) um nach Kyōto zu marschieren. 
Zwei Tage später war Kondō dafür verantwortlich, allen Mitgliedern Unterkünfte zuzuteilen. Er vergaß dabei Serizawas Gruppe, woraufhin dieser so wütend wurde, dass er und seine Gruppe außerhalb der Quartiere ein großes Feuer entzündeten, was als Beleidigung für Kondō gedacht war.
Am 10. April (am 23. Februar nach dem Mondkalender) kam die Rōshigumi in Kyōto an. Serizawa und Kondō blieben mit ihren Leuten in Yagitei, einem Dorf außerhalb Kyōtos, als Kiyokawa plötzlich verlangte, dass man nach Edo zurückkehre. Zu dieser Zeit hatte er längst einen Brief an den kaiserlichen Hof geschickt, in dem er erklärte, dass die Rōshigumi sich dessen Befehlen unterstellte. Kondō und Serizawa entschieden, sich von der Gruppe zu trennen und in Kyōto zu bleiben. Daher machte ein Beamter des Parlaments Spione aus den Mitgliedern Tomōchi Yoshio und Iesato Jiro und zwang sie in Kyōto zu bleiben und Serizawa und Kondō im Auge zu behalten.
Andere Mitglieder der Rōshigumi, die Kiyokawa ebenfalls nicht gefolgt sind, gingen zurück nach Edo, um dort unter Führung von Okita Rintarō, Okita Sōjis Schwager, die Shinchogumi zu gründen. Sie übernahm dort dieselben Aufgaben, die die Shinsengumi in Kyōto erfüllte.
Getrennt von der Rōshigumi waren die Männer um Serizawa und Kondō nicht mehr als eine Gruppe herrenloser Samurai, ohne Verbindungen zu den Kaiserlichen oder dem Tokugawa-Regime. Daher entschieden die beiden ein paar Wochen später eine Petition an die Aizu-Matsudaira zu schreiben, in der sie darum baten, die Polizei in Kyōto unterstützen zu dürfen, da diese überfordert sei. Die Aizu-Matsudaira waren von den Tokugawa beauftragt, die Straßen von Kyōto vor Samurai, von denen viele aus Chōshū, Tosa und anderen Daimyaten kamen und die oft Unruhe stifteten, Kämpfe austrugen oder Morde ausführten, zu sichern. Die Idee, sich an die Aizu-Matsudaira zu wenden, könnte von Serizawas älterem Bruder gekommen sein, der Verbindungen zu Aizu hatte. Der Clan akzeptierte die Bitte und machte aus den 22 in Kyōto verbliebenen Samurai eine Polizeieinheit. Außerdem werden zehn Mitglieder der Rōshigumi offiziell Samurai von Aizu. 
Diese begann sich die Mibu Rōshigumi zu nennen und wurde von Serizawa Kamo geführt. Ursprünglich bestand die Truppe aus drei Gruppen, der von Serizawa, von Kondō und von Tomouchi. Letzterer wurde kurz darauf ermordet, so dass zwei Gruppen übrig blieben. 
| Serizawas Gruppe: - Serizawa Kamo - Niimi Nishiki - Hirayama Gorō - Hirama Jūsuke - Noguchi Kenji - Araya Shingorō - Saeki Matasaburō | Kondōs Gruppe: - Kondō Isami - Hijikata Toshizō - Inoue Genzaburō - Okita Sōji - Nagakura Shinpachi - Saitō Hajime - Harada Sanosuke - Tōdō Heisuke - Yamanami Keisuke | Tomouchis Gruppe: - Tomouchi Yoshio - Iesato Jirō - Abiru Aisaburō - Negishi Yūzan |

Serizawa war der Auslöser zahlreicher Vorfälle. Am 18. Juli (am 3. Juni nach dem Mondkalender) befahlen die Aizu-Matsudaira der Mibu Rōshigumi nach Osaka zu gehen. Serizawa und seine Leute waren aber trinken gegangen. Später begann er einen Streit mit einem Sumoringer. 25 bis 30 weitere Mitglieder des Sumō-Dōjōs mischten sich ein und Serizawas zehnköpfige Gruppe konnte sich am Ende zehn toter und vieler verletzter Gegner brüsten, während sie selber kaum Verletzungen davongetragen hatten. Dieser Vorfall sprach sich herum und erhöhte den Ruf der Truppe.
Im Juni hatte Serizawa wieder ein Besäufnis mit seiner Gruppe im Shimahara Restaurant. Im betrunkenen Zustand wurde er wütend und zerstörte das ganze Restaurant, das infolgedessen schließen musste.
Am 25. September (13. August nach dem Mondkalender) zerstörte die Gruppe um Serizawa das Stoffgeschäft Yamatoya mit einer Kanone, die ihm die Aizu-Matsudaira gegeben hatte, als dieser ihm kein Geld geben wollte. 
Am 30. September (18. August nach dem Mondkalender) wurden die Samurai aus Chōshū von den Aizu-Matsudaira und den Shimazu auf Befehl der Tokugawa vom kaiserlichen Hof vertrieben. Die Mibu Rōshigumi wurde dazu abgestellt, die Aizu-Matsudaira zu unterstützen und die Tore zu bewachen, damit die Männer aus Chōshū nicht in den kaiserlichen Hof zurückkönnten. Dadurch verschoben sich die Machtverhältnisse von den Anti-Tokugawa-Chōshū-Anhängern zu dem Pro-Tokugawa eingestellten Aizu-Matsudaira in Kyōto. 
Der neue Name der Mibu Rōshigumi wurde der Truppe von Matsudaira Katamori, dem Daimyō von Aizu, für ihre Verdienste am Tor gegeben und lautete Shinsengumi.

### Shinsengumi

#### Anfänge
Die ursprünglichen Kapitäne der Shinsengumi waren Serizawa Kamo, Kondō Isami und Niimi Nishiki. Die Gruppe bestand jetzt aus zwei rivalisierenden Parteien: Zum einen aus Serizawas Gruppe und zum anderen aus den Mitgliedern des Kondō Isami Shiekan Dōjōs. Die Feindschaft der Parteien resultierte aus dem Standesunterschied der Anführer. Serizawa, der einer reichen Samurai-Familie entstammt, soll ein sehr ausschweifender und sich selbst überschätzender Mann gewesen sein, während Kondō aus bäuerlichen Verhältnissen stammte. 
Die Shinsengumi quartierte sich in Mibu, in Kyōtos unmittelbarer Nähe, ein. Serizawas und Niimis rücksichtslose Taten, die sie im Namen der Shinsengumi begingen, führten dazu, dass die Gruppe in Kyōto gefürchtet wurde, obwohl sie eigentlich den Frieden wahren sollte. Ihr Ruf verbesserte sich erst nach dem rituellen Selbstmord Niimis, zu dem er wahrscheinlich von Hijikata wegen Regelverstoßens gezwungen wurde, und der Ermordung Serizawas durch die von Matsudaira Katamori dazu beauftragten Kondō-Anhänger innerhalb der Shinsengumi.

#### Der Ikedaya-Vorfall (池田屋事件,Ikedaya Jiken)

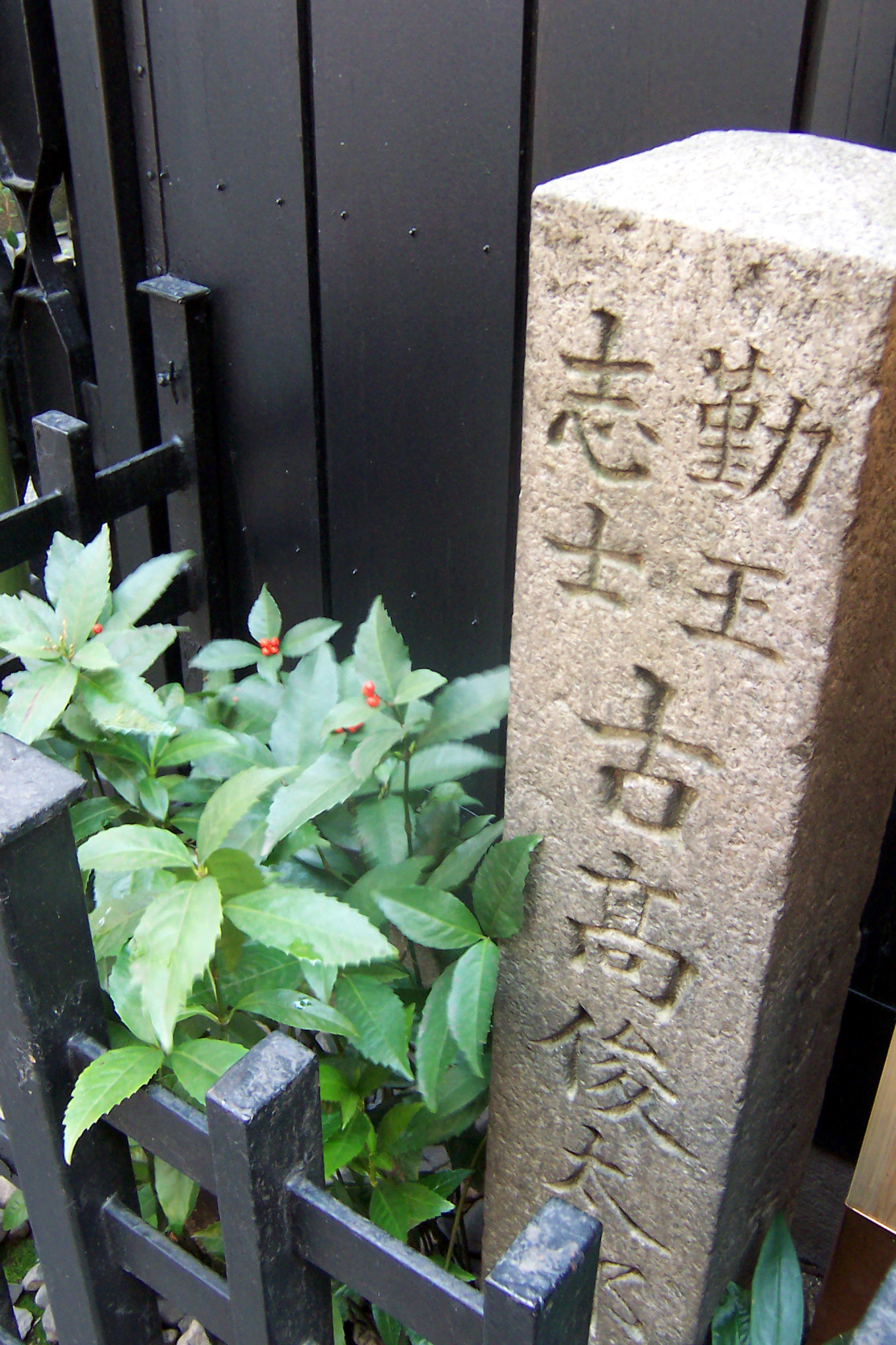
Ein Gedenkstein mit Furutaka Shuntarōs Namen

Ungefähr am 20. Juni 1864 sollte der Plan einer Ishin Shishi genannten Organisation durchgeführt werden, der vorsah, Kyōto an mehreren Orten in Brand zu stecken, um Matsudaira Katamori und Nagawanomiya Tasuhiko zu töten und den Kaiser zu entführen. Es gelang der Shinsengumi jedoch, Furutaka Shuntarō, ein Mitglied der Ishin Shishi, gefangen zu setzen. Dieser wurde von Vize-Kommandeur Hijikata befragt, wobei er äußerst brutal gewesen sein soll. Als der Gefangene nicht antwortete, soll er ihn an den Knöcheln aufgehängt und an den Händen gebunden haben. Anschließend soll er ihm ca. 15 cm lange Nägel in die Fersen getrieben haben. Daraufhin soll er die Wunden mit heißem Wachs gefüllt haben. 
Ob dies der Wahrheit entspricht, ist nicht genau festzulegen, da widersprüchliche Aussagen von denen, die dabei gewesen sind, wie z. B. Nagakura Shimpachi, existieren. Viele fiktive Geschichten, wie Shiba Ryōtarōs Moeyoken, ignorieren diese mögliche Version der Vorgänge. 
Letztendlich verriet Furutaka die Pläne der Ishin Shishi sowie ihren geheimen Treffpunkt, das Ikedaya Ryokan. Kondō führte auch sogleich am 8. Juli 1864 eine Truppe dorthin, Hijikata folgte kurz darauf mit der nächsten, während Yamanami das Hauptquartier bewachte. Insgesamt wurden acht Rōnin getötet und 23 verhaftet, während die Shinsengumi einen Toten vor Ort und zwei weitere, die später an ihren Wunden starben, zu beklagen hatte. Unter den Verletzten waren auch Nagakura Shinpachi und Tōdō Heisuke. 
Das Ikedaya wurde vollständig zerstört, heute erinnern eine Platte und ein Gedenkstein vor der sich heute an dem Ort befindlichen Spielhalle an das Ereignis. 
Dieser Vorfall ließ die Truppe über Nacht berühmt werden. Sie wurde später dafür ausgezeichnet. Es wird angenommen, dass dieser Vorfall sogar die Meiji-Restauration um einige Zeit hinauszögerte. 
Daraufhin verzeichnete die Miliz einen steten Zuwachs an Mitgliedern. In ihrer stärksten Phase hatte die Shinsengumi ungefähr 300 Mitglieder.

#### Das Ende der Shinsengumi
Der Machtkampf zwischen Shōgun und Tennō wurde im Boshin-Krieg entschieden. Die Shinsengumi blieb gegenüber dem Tokugawa-Bakufu loyal und als dieses zusammenbrach, wurde die Miliz aus Kyōto vertrieben. Während der folgenden Kämpfe ertrank der Spion Yamazaki Susumu, und Nagakura und Harada beschlossen, die Shinsengumi zu verlassen, und gründeten die Seikeitai, bei der sie ebenfalls weiterkämpften. Am 1. März 1868 nannte sich die Shinsengumi in Kyochinbuntai um und kämpfte an verschiedenen Orten, bis Isami Kondō von der kaiserlichen Armee verhaftet und anschließend im April 1868 getötet wurde. Daraufhin schloss Hijikata sich mit Enomoto Takeaki zusammen, mit dem er nach Hokkaidō floh und die Republik Ezo gründete. Er wurde jedoch am 11. Mai 1869 bei der Verteidigung der Republik gegen die kaisertreuen Truppen erschossen. Im Allgemeinen markiert der Tod Toshizō Hijikatas das Ende der Shinsengumi. Es gab aber auch einige Mitglieder, wie etwa Nagakura Shinpachi und Saitō Hajime, die die Eliminierung der Shinsengumi überlebten.

## Rangliste der Shinsengumi
Ursprünglich hatte die Shinsengumi drei Kommandeure, Kondō Isami, Serizawa Kamo und Niimi Nishiki. Nach dem Tod der beiden zuletzt genannten war Kondō alleiniger Kommandeur, Hijikata Vizekommandeur. Die weitere Aufstellung aus der Zeit ist soweit nicht bekannt. Nach dem Ikedaya-Vorfall wurde die Rangliste noch einmal geändert und präsentierte sich wie folgt:
| Kommandant (局長, Kyokuchō): Kondō Isami | Vize-Kommandant (副長, Fukuchō): Hijikata Toshizō | Generalsekretär (総長, Sōchō): Yamanami Keisuke | milit. Berater (参謀, Sambō): Itō Kashitaro | Truppenkapitän (組長, Kumichō): 1. Okita Sōji 2. Nagakura Shimpachi 3. Saitō Hajime 4. Matsubara Chuji 5. Takeda Kanryūsai 6. Inoue Genzaburō 7. Tani Sanjūro 8. Tōdō Heisuke 9. Suzuki Mikisaburō 10. Harada Sanosuke | Spione - Shimada Kai - Yamazaki Susumu |

## Die Regeln der Shinsengumi
Nennenswert ist, dass die Shinsengumi die erste Samuraigruppe war, die auch Männer aufnahm, die nicht der Samuraiklasse angehörten. So war es auch Kaufleuten oder Bauern (wie dem Vize-Kommandeur Hijikata) möglich, beizutreten. Das ist insofern besonders, als in Japan ein Klassensystem herrschte, in dem nur der Samuraiklasse das Tragen von Waffen erlaubt war. Viele traten der Shinsengumi aus dem Grund bei, ein Samurai zu werden oder um politisch etwas bewegen zu können.

### Das Gesetz
Allgemein wird angenommen, dass das Gesetz der Shinsengumi von Serizawa Kamo oder Kondō Isami verfasst wurde, wahrscheinlicher ist aber, dass Hijikata Toshizō dafür verantwortlich zeichnet, da sie seinem strengen Wesen eher entsprechen als den anderen Anführern. 
Das Gesetz beinhaltet fünf Artikel, die das Folgende verbieten: 
1. das Abweichen vom Samurai-Kodex (Bushidō)
2. das Verlassen der Shinsengumi
3. Anderweitig Geld verdienen
4. sich in Fehden anderer einzumischen
5. sich privat in Kämpfe jeglicher Art verwickeln zu lassen

Die Strafe für das Brechen der Gesetze war Seppuku. Zusätzlich hatte die Shinsengumi diese Gesetze: 
1. Wenn der Führer einer Einheit tödlich verwundet wird, müssen alle Mitglieder der Einheit bis zum Letzten kämpfen und sterben.
2. Auch in einem Kampf, in dem die Todesrate hoch ist, dürfen die Leichen der Gefallenen, ausgenommen derer der Anführer, nicht geborgen werden.
3. Wenn ein Mitglied der Shinsengumi in einem Kampf mit einem Fremden den Feind nicht töten kann und ihm dadurch erlaubt zu entkommen, dann muss er Seppuku begehen, auch wenn er schwer verletzt war. Dabei ist es unerheblich, ob der Soldat im Dienst war oder nicht.

Hijikata zwang alle den strengen Richtlinien zu folgen, um die Gruppe nach den Idealen des Bushidō zu formen. Außerdem wollte er Angst schüren und dadurch gewährleisten, dass Aufträge von ihm oder Kondō strikt befolgt wurden. Diese Regeln sind ein Hauptgrund dafür, dass die Shinsengumi eine sehr starke Gruppe wurde, die letztendlich aus vielen herausragenden Schwertkämpfern bestand. Jedes Mitglied war mit der amtlichen Sanktion und viele mit einer gewissen Neigung zum Töten ausgestattet. Unzählige Mitglieder sind gezwungen worden, Seppuku zu begehen, da sie Regeln gebrochen hatten. Viele sind auch wegen Verdacht auf Spionage getötet worden. Berichten zufolge wurde in Kyōto damals gesagt, dass das Blut der Mitglieder der Shinsengumi wie Wasser in den Straßen von Kyōto floss.

### Methoden der Truppe
Neben den strengen Regeln waren auch die Methoden der Shinsengumi ein Grund für ihre Überlegenheit. Da sich viele Rōnin in Kyōto aufhielten, die die Ursache für etliche Unruhen waren, patrouillierte die Shinsengumi streng in den Straßen Kyōtos. Dabei war jeder Rōnin gefährdet, der keinen gültigen Ausweis, der die Zugehörigkeit zu einem Lehen oder Dienstherren bewies, vorlegen konnte. Die Miliz soll sehr hart gegen Leute ohne Ausweis oder gegen Unruhestifter vorgegangen sein. Dabei griffen die Polizisten oft in einer Gruppe an, bei dem die Lücke, die ein getöteter Polizist hinterließ, schnell durch aufrückende Männer geschlossen werden konnte. Die gute Ausbildung der Mitglieder der Shinsengumi sorgte zusätzlich dafür, dass sie die Ordnung aufrechterhalten konnten. Die amtliche Sanktion zu töten führte allerdings auch dazu, dass viele Mitglieder der Shinsengumi ihre Macht missbrauchten. Kyōto soll in den 60er Jahren des 19. Jahrhunderts ein sehr gefährliches Pflaster gewesen sein.

### Die Uniform
Die Mitglieder der Shinsengumi waren in der Schlacht wegen ihrer Uniformen sehr gut erkennbar, da diese sich sehr von den herkömmlichen Uniformen unterschied. Kapitän Serizawa Kamo bestimmte, dass die Standarduniform aus dem Kimono bestand, über welchem Haori und Hakama getragen wurden. Außerdem wurde über der Brust über Kreuz ein weißes Band (tasuki) gebunden, das am Rücken geknotet wurde. Besonders auffällig war dabei die hellblaue Farbe (asagiiro) und die weißen Zacken am Saum des Haori. Die Ärmel des Haori wurden mit weißen Schnüren hochgebunden. Damit unterschied sich die Uniform durchaus von dem üblichen Braun, Schwarz oder Grau der herkömmlichen Uniformen. So stellten die Uniformen der Shinsengumi im Kampf nicht nur ein Mittel zur Kennzeichnung der Verbündeten, sondern auch eine gut sichtbare Drohung dar.

## Die Shinsengumi in Medien
Ob historischer Roman, Manga (japanischer Comic), Computerspiel, Kinofilm oder Fernsehserie, Geschichten um die Shinsengumi sind vielfältigst verarbeitet worden und zeigen an, wie sehr sie immer noch beliebt sind. Zur Popularisierung der Shinsengumi haben vor allem die Kurzgeschichtensammlung Shinsengumi Keppuroku (新選組血風録) und der Historienroman Moeyo Ken (燃えよ剣) von Shiba Ryōtarō (1923–1996) beigetragen.
Basierend auf den Geschichten Maegami no Sōzaburō (前髪の惣三郎) und Sanjōgawara Ranjin (三条磧乱刃) aus Shinsengumi Keppuroku entwickelte der Filmregisseur Nagisa Ōshima, bekannt durch den Film Im Reich der Sinne (1976), den Film Tabu (1999). Ōshimas Thema in diesem Film ist die Homosexualität unter Samurai (Wakashudō): Als die Shinsengumi neue Mitglieder aufnehmen, versetzt ein junger, schöner und koketter Rekrut die Samurai-Truppe in Unruhe. Da mehrere der älteren Samurais um seine Gunst wetteifern, kommt es zu amourösen Ränkespielen und einer Reihe von Morden.
Im Jahr 2003 wurde ein Film unter dem Titel Mibu Gishiden (壬生義士伝, engl. When the last sword is drawn) produziert. Der Streifen dramatisiert das Ende der Gruppe, wobei historische Persönlichkeiten wie Hajime Saitō eine wichtige Rolle spielen.
Der japanische Fernsehsender NHK begann 2004 mit der Ausstrahlung einer Serie mit dem Titel Shinsengumi!. Diese beschäftigt sich mit der Geschichte der Shinsengumi, baut sie aber auch fiktiv aus. 
Die Manga Peace Maker sowie dessen Fortsetzung Peace Maker Kurogane von Nanae Chrono sowie Kaze Hikaru und Hakuouki Shinsengumi Kitan beschrieben die Entwicklungen in der Gruppe und nehmen sich dabei genregemäß erhebliche Freiheiten gegenüber den historischen Fakten. Auch im Manga Rurouni Kenshin von Nobuhiro Watsuki agiert Hajime Saitō als eine der Hauptfiguren. Hier ist er allerdings unter dem Namen Fujita Gorō in seiner Funktion als Polizist bekannt, eine Position, die er nach der Zerschlagung der Shinsengumi angenommen hatte.
Der Asteroid (5815) Shinsengumi ist nach den Shinsengumi benannt.